# Arabia Saudyjska na Letnich Igrzyskach Olimpijskich 2004
Arabię Saudyjską na Letnich Igrzyskach Olimpijskich 2004 reprezentowało 17 zawodników, którymi byli wyłącznie mężczyźni. Był to ósmy start reprezentacji Arabii Saudyjskiej na letnich igrzyskach olimpijskich.

## Reprezentanci

### Jeździectwo
| Zawodnik        | Koń         | Konkurencja         | Kwalifikacje | Kwalifikacje | Kwalifikacje | Kwalifikacje | Kwalifikacje | Kwalifikacje | Kwalifikacje | Kwalifikacje | Kwalifikacje | Finał   | Finał   | Finał   | Finał   | Finał   | Razem | Razem |
| Zawodnik        | Koń         | Konkurencja         | Runda 1      | Runda 1      | Runda 2      | Runda 2      | Runda 2      | Runda 3      | Runda 3      | Runda 3      | Poz.         | Runda A | Runda A | Runda B | Runda B | Runda B | Razem | Razem |
| Zawodnik        | Koń         | Konkurencja         | Błędy        | Poz.         | Błędy        | Razem        | Poz.         | Błędy        | Razem        | Poz.         | Poz.         | Błędy   | Poz.    | Błędy   | Poz.    | Błędy   | Poz.  |       |
| --------------- | ----------- | ------------------- | ------------ | ------------ | ------------ | ------------ | ------------ | ------------ | ------------ | ------------ | ------------ | ------- | ------- | ------- | ------- | ------- | ----- | ----- |
| Ramzy Al-Duhami | Fall Khaeer | Skoki indywidualnie | 9            | 52.          | 17           | 26           | 58.          | 28           | 54           | 57.          | 55.          | NQ      | NQ      | NQ      | NQ      | NQ      | NQ    |       |
| Kamal Bahamdan  | Casita      | Skoki indywidualnie | 12           | 58.          | 12           | 24           | 43.          | 12           | 36           | 41.          | 48. Q        | 25      | 43.     | NQ      | NQ      | NQ      | NQ    |       |

### Lekkoatletyka
| Zawodnik                | Konkurencja        | Eliminacje   | Eliminacje | Ćwierćfinał | Ćwierćfinał | Półfinał   | Półfinał | Finał | Finał   |
| Zawodnik                | Konkurencja        | Wynik        | Miejsce    | Wynik       | Miejsce     | Wynik      | Miejsce  | Wynik | Miejsce |
| ----------------------- | ------------------ | ------------ | ---------- | ----------- | ----------- | ---------- | -------- | ----- | ------- |
| Salem Mubarak Al-Yami   | 100 m              | 10,36        | 38.        | NQ          | NQ          | NQ         | NQ       | NQ    | NQ      |
| Hamed Al-Bishi          | 200 m              | DNS          | DNS        | NQ          | NQ          | NQ         | NQ       | NQ    | NQ      |
| Hamdan al-Biszi         | 400 m              | 45,31        | 4. Q       | —           | —           | 45,59      | 15.      | NQ    | NQ      |
| Mohammed Al-Salhi       | 800 m              | 1:48,42 (SB) | 55.        | —           | —           | NQ         | NQ       | NQ    | NQ      |
| Ata Mubarak             | 110 m przez płotki | 13,81        | 40.        | NQ          | NQ          | NQ         | NQ       | NQ    | NQ      |
| Ibrahim Al-Hamaidi      | 400 m przez płotki | 49,64        | 26.        | —           | —           | NQ         | NQ       | NQ    | NQ      |
| Hadi Soua’an Al-Somaily | 400 m przez płotki | 49,15 (SB)   | 17. Q      | —           | —           | 48,98 (SB) | 15.      | NQ    | NQ      |

| Zawodnik               | Konkurencja | Kwalifikacje | Kwalifikacje | Finał | Finał   |
| Zawodnik               | Konkurencja | Wynik        | Miejsce      | Wynik | Miejsce |
| ---------------------- | ----------- | ------------ | ------------ | ----- | ------- |
| Salem Mouled Al-Ahmadi | trójskok    | 16,16        | 35.          | NQ    | NQ      |

### Pływanie
| Zawodnik         | Konkurencja             | Eliminacje | Eliminacje | Półfinał | Półfinał | Finał | Finał   |
| Zawodnik         | Konkurencja             | Czas       | Miejsce    | Czas     | Miejsce  | Czas  | Miejsce |
| ---------------- | ----------------------- | ---------- | ---------- | -------- | -------- | ----- | ------- |
| Ahmed Al-Kudmani | 100 m stylem klasycznym | 1:05,65    | 47.        | NQ       | NQ       | NQ    | NQ      |

### Podnoszenie ciężarów
| Zawodnik             | Konkurencja | Rwanie   | Rwanie  | Podrzut | Podrzut | Razem    | Miejsce |
| Zawodnik             | Konkurencja | Wynik    | Pozycja | Wynik   | Pozycja | Razem    | Miejsce |
| -------------------- | ----------- | -------- | ------- | ------- | ------- | -------- | ------- |
| Abdulmohsen Al-Bagir | - 69 kg     | 127,5 kg | 14.     | 160 kg  | 10.     | 287,5 kg | 12.     |
| Jafar Al-Bagir       | - 69 kg     | 135 kg   | –       | DNS     | DNS     | DNF      | DNF     |
| Ramzi Al-Mahrous     | - 94 kg     | 150 kg   | 20.     | 190 kg  | –       | DNF      | DNF     |
| Najim Al-Radwan      | - 94 kg     | 162,5 kg | –       | DNS     | DNS     | DNF      | DNF     |

### Strzelectwo
| Zawodnik         | Konkurencja | Kwalifikacje | Kwalifikacje | Finał | Finał   |
| Zawodnik         | Konkurencja | Wynik        | Miejsce      | Wynik | Miejsce |
| ---------------- | ----------- | ------------ | ------------ | ----- | ------- |
| Sayed Al-Mutairi | skeet       | 120          | 15.          | NQ    | NQ      |

### Tenis stołowy
| Zawodnik        | Konkurencja | Runda 1                                    | Runda 2          | Runda 3          | Runda 4          | Ćwierćfinał      | Półfinał         | Finał/BM         |
| Zawodnik        | Konkurencja | Przeciwnik wynik                           | Przeciwnik wynik | Przeciwnik wynik | Przeciwnik wynik | Przeciwnik wynik | Przeciwnik wynik | Przeciwnik wynik |
| --------------- | ----------- | ------------------------------------------ | ---------------- | ---------------- | ---------------- | ---------------- | ---------------- | ---------------- |
| Khalid Al-Harbi | singel      | Karakašević P 0:4 (9:11, 3:11, 3:11, 5:11) | NQ               | NQ               | NQ               | NQ               | NQ               | NQ               |